# Djed Božićnjak
Djed Božićnjak (eng. Santa Claus, Father Christmas) je izmišljeni lik koji djeci donosi darove za Božić. Danas je popularan širom svijeta, a često se, u božićno vrijeme, pojavljuje kao zaštitni znak tvrtke Coca-Cola. Djed Mraz predstavlja istočnoeuropsku varijantu Djeda Božićnjaka, a izvorno je lik iz stare slavenske mitologije.

## Podrijetlo legende o Djedu Božićnjaku
Komercijalizirani lik veselog Djede Božićnjaka koji širom svijeta uveseljava djecu poklonima, vuče svoje podrijetlo od kršćanskog sveca, svetog Nikole. Preobrazba svetog Nikole u sekularni lik Djeda Božićnjaka zasluga je protestantske reformacije, a započela je u britanskoj kolonijalnoj Americi. Američka verzija Djeda nastala je u New Amsterdamu (današnji New York) prema nizozemskoj verziji kršćanskog sveca, pod imenom Sinterklaas.
Tijekom 19. stoljeća američki novinari u SAD-u popularizirali su izmijenjenu verziju svetog Nikole, koji je postao veseli, debeli djed koji živi na Sjevernom polu i koji putujući na svojim saonicama donosi u vrijeme Božića djeci poklone. Danas prepoznatljivi lik Djeda Božićnjaka, djelo je Thomasa Nasta, koji ga je nacrtao prema opisu iz pjesme za djecu iz 1823. godine.
U većini kršćanskih zemalja, osobito u Europi, pa tako i u Hrvatskoj, postoji jasna distinkcija između kršćanskog sveca i komercijalnog Djeda Božićnjaka.

## Priče o Djedu
Božićne i novogodišnje priče kazuju da Djed živi u finskom dijelu Laponije sa svojom ženom, Bakom Božićnjak. Tamo postoje radionice gdje vilenjaci izrađuju igračke. Prema tradiciji, potrebno je na Badnju večer, 24. prosinca, objesiti čarape uz kamin. Po noći, Djed leteći na saonicama koje vuku sobovi, ide po kućama, silazi niz dimnjak i ostavlja pod božićnim drvcem darove za djecu.

## Djedova imena
- Santa Claus (SAD)
- Father Christmas (Velika Britanija)
- Joulupukki (finski)
- Ded Moroz (ruski)
- Weihnachtsmann (njemački)
- Božić Bata (pravoslavni pandan)
- Père Noël (Francuska i zemlje Frankofonije)